# 하이드로늄 이온
하이드로늄 이온(Hydronium ion) 또는 옥소늄 이온(Oxonium ion)은 화학식이 H3O+인 양이온을 말한다. 산성을 띄는 수용액 상에서, 해리되어 나온 양성자(H+)는 단독으로 행동하지 않고 이내 주위의 물 분자들을 끌어당기게 되는데, 화학에서는 편의상 해리된 양성자를 그러한 물분자들 중 하나에 붙여 그것을 하이드로늄 이온이라고 부른다. 물의 자동 이온화를 통해서도 만들어진다.
2 H2O ⇌ H3O+ + OH-
또는 대개 간단히 H+로만 표기한다.
H2O ⇌ H+ + OH-

## 같이 보기
- 히드론
- 수소화물
- 수소 이온
- 오스트발트 희석률